# Дуглас, Джон, 21-й граф Мортон
Джон Чарльз Шолто Дуглас, 21-й граф Мортон (англ. John Charles Sholto Douglas, 21st Earl of Morton; 19 марта 1927 — 5 марта 2016) — шотландский пэр и землевладелец.

## Биография
Родился 19 марта 1927 года. Единственный сын достопочтенного Чарльза Уильяма Шолто Дугласа (1881—1960) и Флоренс Имсон, дочери Эдит Теодосии Глин и Генри Томаса Тимсона. Внук по отцовской линии Джорджа Шолто Дугласа, 19-го графа Мортона. Он получил образование в школах Брайанстона и Канфорда.
13 февраля 1976 года после смерти своего бездетного двоюродного брата, Шолто Чарльза Джона Хея Дугласа, 20-го графа Мортона (1907—1976), Джон Чарльз Шолто Дуглас унаследовал титул 21-го графа Мортона (Пэрство Шотландии).
Лорд Мортон был консультантом по недвижимости, партнером в Dalmahoy Farms и председателем Edinburgh Polo Club, и был директором в Шотландии Bristol & West Building Society. В 1982 году он был назначен заместителем лейтенанта Уэст-Лотиана, и занимал должность лорда-лейтенанта Уэст-Лотиана с 1985 по 2002 год.
20 сентября 1949 года он женился на Мэри Шейле Гиббс (8 марта 1927 — 1 мая 2016), дочери преподобного Джона Стэнли Гиббса и Мэри Розамонд Маккоркодейл. У супругов было трое детей:
- Леди Мэри Памела Дуглас (род. 12 ноября 1950), в 1973 года она вышла замуж за подполковника Ричарда Калландера, от брака с которым у неё было трое детей.
- Джон Стюарт Шолто Дуглас, 22-й граф Мортон (род. 17 января 1952), в 1985 году она женился на Аманде Кирстен Митчелл, от которой у него было трое детей.
- Достопочтенный Чарльз Джеймс Шолто Дуглас (род. 14 октября 1954), в 1985 году он женился на Энн Морган, от брака с которой у него было трое детей.